# Kayak (band)
Kayak is een Nederlandse symfonische-rockgroep.

## Biografie

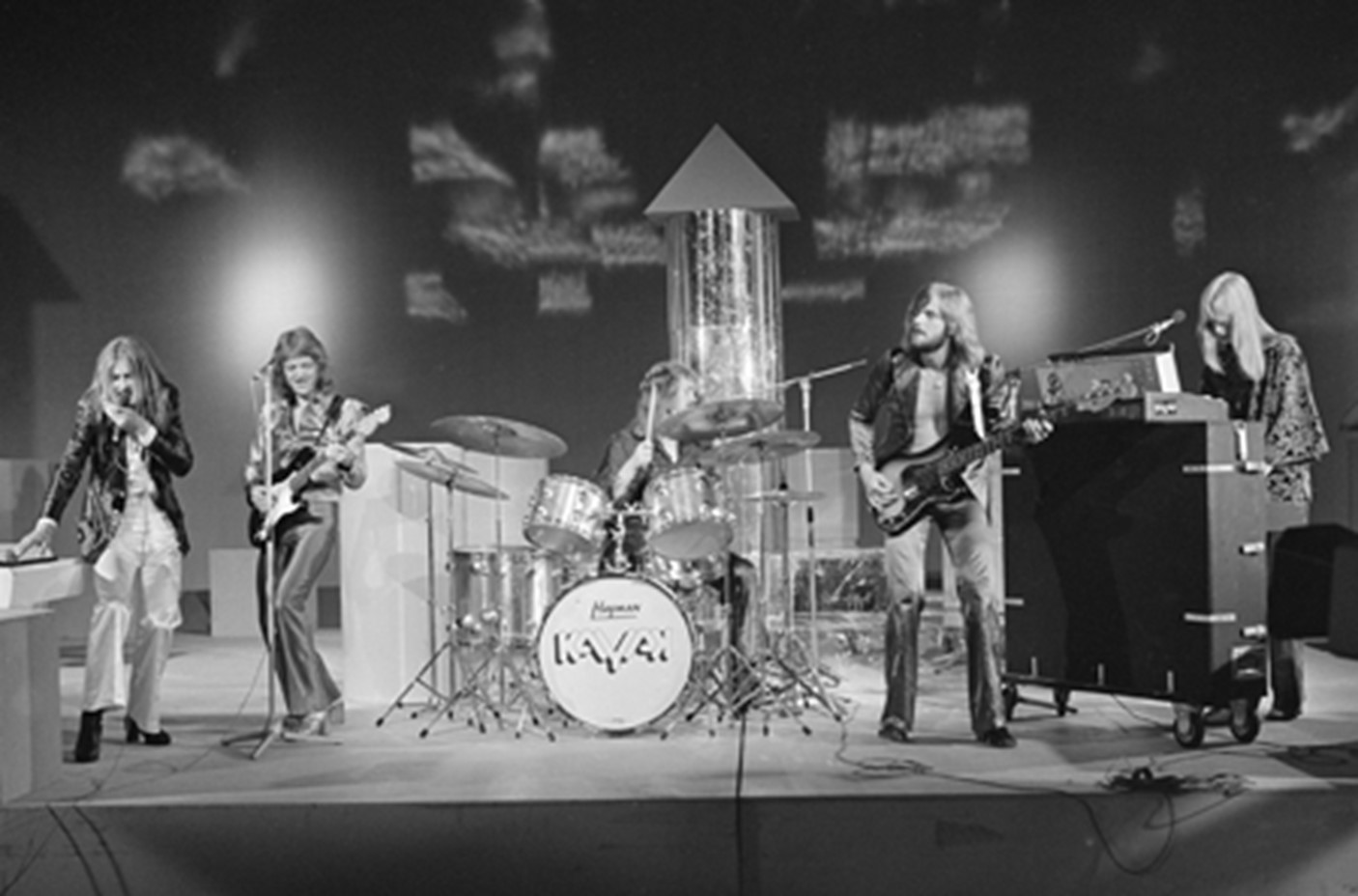
Kayak (1974)

De band Kayak werd in 1972 opgericht door Ton Scherpenzeel (toetsen), Pim Koopman (drums), Max Werner (zang), Jean Michel Marion (basgitaar) en Johan Slager (gitaar). De band kwam voort uit de scholierenband van Scherpenzeel en Koopman, High Tide Formation. In datzelfde jaar werd Marion vervangen door Cees van Leeuwen.
Met hun eerste twee albums (See see the sun en Kayak II) behaalde de band enkele kleine nationale successen. In 1975 stapte Van Leeuwen uit de band en werd vervangen door Bert Veldkamp. Hierop volgde de opname van Royal bed bouncer.
In datzelfde jaar leverde de band een bijdrage voor het Boekenweekgeschenk, het album Zing Je Moerstaal. Kayak vertolkte het gedicht 'Boezem' van Harry Mulisch op muziek van Ton.
Na de opnamen van The last encore (1976) verlieten Koopman en Veldkamp de band. Koopman scoorde vanaf 1978 een aantal grote successen met zijn band Diesel. Daarnaast was hij producent van het duo Maywood. Vervangers in Kayak waren drummer Charles-Louis Schouten en bassist Theo de Jong. De grootste hit tot dan toe werd behaald met de gelijknamige single van het album Starlight Dancer. Na de opname van dit album gaf Werner aan de microfoon definitief in te willen ruilen voor de drumstokjes. Scherpenzeel wilde Werner als groepslid niet kwijt en bood hem de plaats achter de drumkit aan, ten koste van Charles-Louis Schouten. Theo de Jong had er op deze manier ook geen zin meer in en verliet, ondanks het succes van het laatste album, de band. Edward Reekers, die al jaren fan van de groep was, werd de nieuwe zanger, na door een aantal vrienden aangespoord te zijn om vooral een democassette op te sturen. Peter Scherpenzeel (de broer van Ton en voorheen roadie van de band) werd de nieuwe bassist en meteen werden er ook twee achtergrondzangeressen aangenomen: Irene Linders (popjournaliste en partner van Ton Scherpenzeel) en Katherine Lapthorn (partner van Peter Scherpenzeel). Dat dit een goede beslissing was, bleek uit het enorme succes dat de band had met het album Phantom of the night en dan vooral met de single Ruthless queen die een zesde plaats haalde in de Nederlandse Top 40, al waren Werner en Slager het aanvankelijk niet eens met het feit dat er achtergrondzangeressen aan de band werden toegevoegd.
In 1980 leverde de band de muziek bij de film Spetters van Paul Verhoeven (De single Theme from "Spetters" (part ii) , waarvan de B-kant uit de film Spetters Lost blue of Chartres later verscheen op het album Periscope life).
In 1981 werd de rockopera Merlin opgenomen die een zijde van het gelijknamige album inneemt. Hoewel dit album als een van de beste van de band bekendstaat, behaalde het nauwelijks commercieel succes.  Merlin grijpt wat terug op de symfonische rock die de groep begin jaren 70 maakte, maar dit muziekgenre is begin jaren 80 een stuk minder populair. Dit is onder andere te wijten aan de opkomst van de punkbeweging eind jaren 70. De achtergrondzangeressen verlieten de band en na de opname van Eyewitness leek het einde van de band een feit. Overigens werd Eyewitness alleen nog uitgebracht om aan de contractuele verplichtingen van de platenmaatschappij te voldoen. Eyewitness is een semi-livealbum, d.w.z. een in de studio opgenomen album waarbij het applaus en gejoel van het publiek pas later zijn toegevoegd. Op het album staan vooral oudere nummers van de band, aangevuld met 3 nieuwe nummers. Eind 1981/begin 1982 valt het doek voor Kayak. Scherpenzeel richtte in 1982 de band Europe op (niet te verwarren met de gelijknamige Zweedse groep), met John Philippo (zanger van de voormalige Nederlandse symfonische rockband Sfinx en ook korte tijd zanger van Kayak) en daarin nog 2 ex-leden van Kayak (Slager en Veldkamp), waarmee een titelloos debuutalbum werd opgenomen. Het grote succes bleef echter uit en Europe werd in 1984 ontbonden. Ton Scherpenzeel speelde daarna enige tijd bij de Britse band Camel en de Nederlandse band Earth & Fire, om later de muzikale begeleider van cabaretier Youp van 't Hek te worden.

### Nieuwe impuls
Na een korte reünie voor het televisieprogramma Classic Albums in 1997 kreeg Kayak een echte nieuwe impuls in 1999 toen de band door De Kast werd gevraagd als gast-band met hen op te treden. In 2000 kwam het album Close to the fire uit, dat een voltooiing was van reeds in 1995 gestarte opnamen, waar in eerste instantie niet Max Werner, maar Alex Toonen (ex-For Absent Friends) als zanger bij betrokken was. Inmiddels bestond de band uit Scherpenzeel, Werner (weer als zanger), Veldkamp, Koopman en Rob Winter. Voor de optredens werd een tweede zanger aangenomen: Bert Heerink. Aan het einde van het jaar maakten de aanhoudende gezondheidsproblemen van Werner het onmogelijk om nog langer deel uit te maken van de band en Heerink werd de nieuwe leadzanger. Een nieuw bandlid werd gevonden in Rob Vunderink (uit Diesel), die gitaar speelde en de tweede zanger werd.
In 2001 kwamen twee nieuwe albums uit: "Chance for a LIVE time" (een live-album) en "Night vision". In 2003 werd de helft van het album "Merlin" opnieuw opgenomen onder de naam "Merlin: Bard of the Unseen" (met een groot aantal nieuwe nummers) en volgde een theatertournee. Winter gaf aan zijn werk bij Kayak niet meer te kunnen combineren met zijn werk als gitarist bij Marco Borsato en verliet de groep. Joost Vergoossen werd door Winter voorgesteld als nieuwe gitarist en trad kort daarna tot de band toe. Ook werd een extra zangeres gevonden in Cindy Oudshoorn. In 2003 werd een dubbel-dvd uitgebracht met opnamen van de tournee.
In 2005 bracht de groep een nieuwe rockopera uit: "Nostradamus: Fate of Man". Deze rockopera verscheen in zijn geheel op een dubbel-cd en in een ingekorte versie op een enkele cd ("Excerpts from Nostradamus") en werd gevolgd door een theatertournee. Oud-Kayak-leadzanger Edward Reekers en Syb van der Ploeg, zanger van De Kast, waren tijdens deze tournee opvallende namen. Andere rollen waren weggelegd voor Monique van der Ster, Marc Dollevoet, Marjolein Teepen en Marloes van Woggelum. Bert Veldkamp werd bij het begin van deze tournee vervangen door Jan van Olffen. In december 2005, vlak voor de aangekondigde opnames van een dvd met de Nostradamus-show, maakte Bert Heerink bekend uit de band te stappen.
In 2006 kondigde de band een akoestische tournee aan die van start ging op 24 augustus van dat jaar. Edward Reekers keerde nu definitief terug in de band, maar deelde de leadzang met Cindy Oudshoorn. Van deze akoestische tournee is in 2007 een live-cd uitgebracht onder de naam "KAYAKoustic live". Op 4 januari 2008 kwam de volgende studio-cd uit: "Coming Up for Air".
Begin 2008 ging de band op "The anniversary tour" ter gelegenheid van het 35-jarig jubileum van de eerste single. Het laatste optreden van deze tournee vond op 7 oktober 2008 plaats in Paradiso. Dit concert bevatte tevens een reprise van "Nostradamus" met gastoptredens van Monique van der Ster, Marjolein Teepen en Syb van der Ploeg. Van het concert verscheen een dvd en 2-cd, die deel uitmaken van de "35th anniversary box" (4-cd, dvd).
Op 18 september 2009 verscheen de dubbel-cd "Letters From Utopia". In het najaar van 2009 ging de band op tournee door Nederland. Sommige theaters kondigden de tournee aan als afscheidstour. Op de Kayakwebsite ontkende Ton Scherpenzeel dit gedeeltelijk. Het klopt wel dat Kayak na 2009 niet meer bestond als 'echte' band. Dit betekent dat men niet meer in steeds dezelfde samenstelling de cyclus album-tour-album-tour zal afdraaien. Dat wil echter volgens Scherpenzeel niet zeggen dat er geen nieuwe Kayakmuziek meer gemaakt zal worden.
23 november 2009 overleed drummer Pim Koopman plotseling aan een hartstilstand. Alle nog geplande concerten in de "Letters from Utopia"-tour werden afgelast.
In mei 2010 kondigde Kayak een "Tribute To Pim Koopman"-concert aan. Op 22 november werd dit concert gegeven in Paradiso. Kayak werd voor de gelegenheid uitgebreid met Hans Voerman op keyboards en Hans Eijkenaar op drums. Ze begeleidden zichzelf, maar ook artiesten met wie Koopman in het verleden had gewerkt als producer, songwriter of muzikant. Enkele voorbeelden: Pussycat, Alides Hidding, Caren Maywood, Michael Robinson en José Hoebee. Ook Okkie Huysdens (Koopmans partner in The President) en Jeroen Engelbert (een van de vele leden van Diesel) eerden hun vriend.
In december 2010 plaatste Ton Scherpenzeel de mededeling op de website dat Kayak zou blijven bestaan, met Hans Eijkenaar als opvolger van Pim Koopman. Met hem nam Kayak het album "Anywhere But Here" op, dat in september 2011 verscheen. In het najaar van 2011 ging Kayak weer op tournee.
Vanaf 2012 ging Kayak naar aanleiding van het 40-jarige jubileum op tournee onder de noemer "Journey through Time", verwijzend naar een titel van hun meest succesvolle plaat "Phantom of the Night". Deze tour werd voortgezet in 2013.
Daarnaast verscheen in september 2012 een officiële biografie over de band, geschreven door Irene Linders.
In november 2014 bracht Kayak een nieuw conceptalbum uit, genaamd "Cleopatra- The Crown of Isis", waarvan in het najaar van 2012 al een voorproefje te horen was op de gelijknamige ep. Ook begon Kayak toen aan een nieuwe tournee langs diverse popzalen in Nederland. Deze tour was de laatste waaraan vocalisten Cindy Oudshoorn en Edward Reekers meewerkten. Zij verlieten de band in januari 2015.

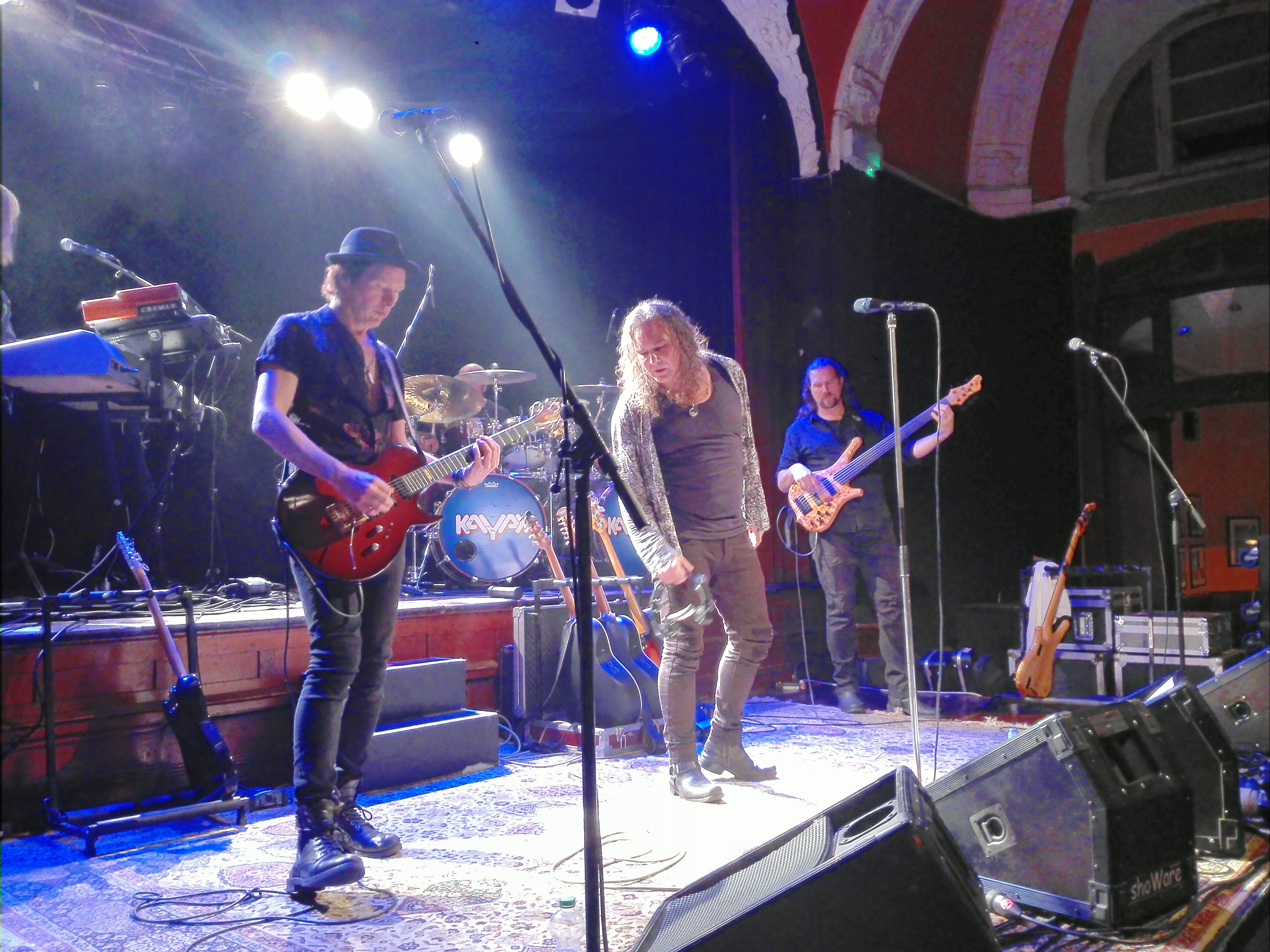
Kayak live in Dortmund (2018)

In de zomer van 2017 kondigde Ton Scherpenzeel de nieuwe line-up aan: "De bezetting waarin de groep zal gaan optreden bestaat behalve uit toetsenist Ton Scherpenzeel, gitarist Marcel Singor en zanger Bart Schwertmann, nu definitief ook uit bassist Kristoffer Gildenlöw (reeds te horen op het nieuwe album 'Seventeen') en drummer Collin Leijenaar, die onlangs de gelederen is komen versterken." In de herfst van 2018 ging Kayak op tournee, waarbij voor het eerst in jaren weer buiten Nederland werd opgetreden (o.a. in Noorwegen en Zweden). Nog tijdens de tour besloten Kayak en Collin Leijenaar afscheid van elkaar te nemen. In november 2018 werd Hans Eijkenaar (opnieuw) drummer van Kayak.
In begin 2020 wilde Kayak op tournee om het studioalbum Seventeen en het bijbehorend livealbum te promoten. In oktober 2019 kreeg Scherpenzeel echter een hartinfarct waardoor de optredens afgezegd moesten worden. Daarna maakte de coronacrisis optredens onmogelijk. De band gebruikte die periode om het nieuwe album Out of This World te maken dat verscheen in het voorjaar van 2021. De leden konden veel werkzaamheden daarvoor vanuit de diverse thuisstudio's doen. De zangpartijen werden als laatste tegen het einde van 2020 in de studio opgenomen.
In april en mei 2022 nam Kayak afscheid van het livecircuit met een tour die Nederland, België, Duitsland, Denemarken en Zweden aandoet. Het laatste optreden in Nederland was op 14 mei 2022 in De Vorstin in Hilversum, de plaats waar Kayak 50 jaar eerder werd opgericht.

### Overleden
In november 2024 overleed bassist Bert Veldkamp op 72-jarige leeftijd. 
In januari 2025 overleed Johan Slager op 78-jarige leeftijd.

## Bijzonderheden
- Voormalig manager Frits Hirschland werd in 1986 woordvoerder van het Junglecommando van Ronnie Brunswijk;
- Ex-bassist Cees van Leeuwen werd in juli 2002 staatssecretaris van Onderwijs, Cultuur en Wetenschappen voor de LPF in het kabinet-Balkenende I.

## Discografie

### Albums
| Album met eventuele hitnotering(en) in de Nederlandse Album Top 100 | Datum van verschijnen | Datum van binnenkomst | Hoogste positie | Aantal weken | Opmerkingen                 |
| ------------------------------------------------------------------- | --------------------- | --------------------- | --------------- | ------------ | --------------------------- |
| See see the sun                                                     | 1973                  | -                     |                 |              |                             |
| Kayak                                                               | 1974                  | 18-05-1974            | 13              | 5            |                             |
| Royal bed bouncer                                                   | 1975                  | 11-10-1975            | 22              | 6            |                             |
| The last encore                                                     | 1976                  | 25-09-1976            | 26              | 8            |                             |
| Starlight dancer                                                    | 1977                  | 28-01-1978            | 17              | 12           |                             |
| Phantom of the night                                                | 1978                  | 27-01-1979            | 2               | 24           |                             |
| Periscope life                                                      | 1980                  | 01-03-1980            | 7               | 17           |                             |
| Merlin                                                              | 1981                  | 11-04-1981            | 7               | 11           |                             |
| Eyewitness                                                          | 1981                  | -                     |                 |              |                             |
| Close to the fire                                                   | 2000                  | 03-06-2000            | 54              | 6            |                             |
| Chance for a live time                                              | 2001                  | -                     |                 |              | Livealbum                   |
| Night vision                                                        | 2001                  | -                     |                 |              |                             |
| Merlin - bard of the unseen                                         | 2003                  | 01-03-2003            | 80              | 3            |                             |
| Nostradamus – the fate of man                                       | 2005                  | -                     |                 |              |                             |
| Excerpts from Nostradamus                                           | 2005                  | 23-04-2005            | 87              | 3            |                             |
| Kayakoustic                                                         | 2007                  | -                     |                 |              | Livealbum                   |
| Coming Up for Air                                                   | 2008                  | 26-01-2008            | 41              | 10           |                             |
| The anniversary concert                                             | 2008                  | -                     |                 |              | Livealbum / dubbel-cd + dvd |
| The anniversary box                                                 | 2008                  | -                     |                 |              | Livealbum / 4 cd's + dvd    |
| Letters from Utopia                                                 | 2009                  | 26-09-2009            | 67              | 4            |                             |
| Anywhere but here                                                   | 12-09-2011            | 24-09-2011            | 85              | 1            |                             |
| Cleopatra - The crown Of Isis                                       | 01-11-2014            | 10-11-2014            | 59              | 1            |                             |
| Seventeen                                                           | 2018                  | 20-01-2018            | 6               | 2            |                             |
| Kayak Live 2019                                                     | 2020                  | 27-03-2020            |                 |              |                             |
| Out of this world                                                   | 2021                  |                       |                 |              |                             |

### Singles
| Single met eventuele hitnotering(en) in de Nederlandse Top 40 | Datum van verschijnen | Datum van binnenkomst | Hoogste positie | Aantal weken | Opmerkingen                            |
| ------------------------------------------------------------- | --------------------- | --------------------- | --------------- | ------------ | -------------------------------------- |
| Lyrics                                                        | 1973                  | 14-04-1973            | 20              | 5            | #19 in de Single Top 100               |
| Mammoth                                                       | 1973                  | 21-07-1973            | 18              | 4            | #17 in de Single Top 100               |
| See see the sun                                               | 1973                  | 01-12-1973            | tip3            | -            |                                        |
| Wintertime                                                    | 1974                  | 28-09-1974            | 30              | 5            | #25 in de Single Top 100               |
| We are not amused                                             | 1975                  | 17-05-1975            | tip9            | -            |                                        |
| Chance for a lifetime                                         | 1975                  | 13-12-1975            | 31              | 4            | #20 in de Single Top 100               |
| Starlight dancer                                              | 1977                  | 15-10-1977            | 17              | 6            | #15 in de Single Top 100               |
| Want you to be mine                                           | 1978                  | 01-07-1978            | 30              | 3            | #48 in de Single Top 100               |
| Ruthless queen                                                | 1979                  | 24-02-1979            | 6               | 10           | #7 in de Single Top 100                |
| Phantom of the night                                          | 1979                  | 19-05-1979            | tip15           | -            |                                        |
| Theme from "Spetters" (Lost blue of chartres)                 | 1980                  | 02-02-1980            | tip9            | -            | #44 in de Single Top 100               |
| Anne                                                          | 1980                  | 05-04-1980            | 26              | 4            | #35 in de Single Top 100 / Alarmschijf |
| Periscope life                                                | 1980                  | 24-05-1980            | tip11           | -            |                                        |
| Total loss                                                    | 1980                  | 20-09-1980            | tip11           | -            | #45 in de Single Top 100               |
| Seagull                                                       | 1981                  | 04-04-1981            | 33              | 5            | #33 in de Single Top 100               |

### NPO Radio 2 Top 2000
| Nummers met noteringen in de NPO Radio 2 Top 2000 | '99  | '00  | '01 | '02  | '03  | '04  | '05  | '06  | '07  | '08  | '09  | '10  | '11  | '12  | '13  | '14  | '15  | '16 | '17  | '18 | '19 | '20 | '21 | '22 | '23 | '24 |
| ------------------------------------------------- | ---- | ---- | --- | ---- | ---- | ---- | ---- | ---- | ---- | ---- | ---- | ---- | ---- | ---- | ---- | ---- | ---- | --- | ---- | --- | --- | --- | --- | --- | --- | --- |
| Lyrics                                            | -    | -    | -   | -    | -    | 1803 | -    | 1904 | -    | -    | -    | -    | 1785 | 1986 | -    | -    | -    | -   | -    | -   | -   | -   | -   | -   | -   | -   |
| Mammoth                                           | -    | -    | -   | -    | 1757 | 1811 | -    | -    | -    | -    | 1400 | -    | 1973 | -    | -    | -    | -    | -   | -    | -   | -   | -   | -   | -   | -   | -   |
| Ruthless queen                                    | 251  | 113  | 110 | 157  | 115  | 147  | 130  | 120  | 142  | 129  | 104  | 108  | 148  | 164  | 170  | 185  | 226  | 266 | 239  | 283 | 273 | 284 | 219 | 264 | 309 | 379 |
| Starlight dancer                                  | 1116 | 720  | 691 | 646  | 696  | 1074 | 1034 | 1170 | 1629 | 1093 | 698  | 1093 | 938  | 1055 | 1163 | 1302 | 1608 | -   | 1786 | -   | -   | -   | -   | -   | -   | -   |
| Wintertime                                        | -    | 1157 | 957 | 1092 | 1482 | 1341 | 1613 | 1590 | -    | 1779 | 902  | 1563 | 1235 | 1595 | 1647 | 1910 | -    | -   | -    | -   | -   | -   | -   | -   | -   | -   |

1. ↑  Een '-' betekent dat het nummer niet was genoteerd en een vetgedrukt getal geeft de hoogste notering van een nummer aan.

### Dvd's
| Dvd's met hitnoteringen in de DVD Top 30 | Datum van verschijnen' | Datum van binnenkomst | Hoogste positie | Aantal weken | Opmerkingen |
| ---------------------------------------- | ---------------------- | --------------------- | --------------- | ------------ | ----------- |
| In concert - Merlin - Bard of the unseen | 2003                   | 08-11-2003            | 28              | 1            |             |